# Sympatia.pl
Sympatia.pl – pierwszy serwis randkowy w Polsce, uruchomiony we wrześniu 2002 roku. W lutym 2003 roku Onet.pl przejął serwis Sympatia.pl, integrując jego zespół i technologię w swoje struktury. Właścicielem platformy jest Grupa Ringier Axel Springer Polska. 
Portal ma na celu ułatwianie ludziom nawiązywania kontaktów, budowania relacji i łączenia w pary. Dzięki platformie powstały tysiące par, które nawiązały zarówno krótkoterminowe, jak i długoterminowe związki. Wybrane historie użytkowników są publikowane w zakładce „Poznali się w Sympatii”.
Sympatia.pl jest jednym z najpopularniejszych serwisów randkowych w Polsce. We wrześniu 2019 roku portal odwiedziło 1,27 miliona użytkowników, co stanowiło 4,51% wszystkich polskich internautów, generując 81,25 miliona odsłon. Z danych PBI/Gemius wynika, że w sierpniu 2020 roku Sympatia przyciągnęła 1,18 miliona użytkowników, którzy wygenerowali 203 miliony odsłon. W ciągu 18 lat, od momentu uruchomienia serwisu utworzono ponad 10 milionów profili, a użytkownicy wymienili łącznie 4 miliardy wiadomości. W grudniu 2022 i styczniu 2023 Sympatię odwiedziło ponad 2 miliony użytkowników. 

## Historia
Sympatia.pl została założona we wrześniu 2002 roku jako pierwszy serwis randkowy w Polsce. Za stworzenie i uruchomienie platformy odpowiadała firma Sympatia Sp. z o.o. Głównym pomysłodawcą, projektantem i wykonawcą serwisu był Dominik Golenia i Agnieszka Fronczek. Kluczową rolę w rozwoju portalu odegrał również Wojciech Wrzaskała, prezes Sympatia Sp. z o.o.. Początkowo Sympatia.pl funkcjonowała jako niezależna platforma, której celem było ułatwienie Polakom nawiązywania nowych znajomości i budowania relacji. 
W pierwszych latach działalności Sympatia.pl działała jako prosty portal randkowy, umożliwiający nawiązywanie kontaktów towarzyskich. Serwis szybko zdobył popularność dzięki intuicyjnemu interfejsowi, rosnącej liczbie użytkowników oraz funkcjom wspierającym kojarzenie osób. Z czasem wprowadzono nowe funkcjonalności, takie jak wyszukiwanie użytkowników na podstawie lokalizacji czy wspólnych zainteresowań. 
W 2004 roku serwis został przejęty przez Grupę Onet.pl, co stanowiło kluczowy moment w jego rozwoju. Integracja z Onetem pozwoliła na dostęp do większej bazy użytkowników, wsparcie technologiczne oraz szeroko zakrojone działania marketingowe. W ramach Grupy Ringier Axel Springer Polska Sympatia.pl kontynuowała rozwój, wprowadzając nowe funkcjonalności. 
Po przejęciu przez Grupę Onet.pl portal systematycznie rozwijał swoją ofertę, wprowadzając m.in. porady ekspertów, badania społeczne ("Pokolenie singli", "Jak kochają Polacy?") oraz organizując akcje specjalne skierowane do użytkowników, takie jak Wolny w wakacje (2005), Kissing Point (2009), Randkuj bez haczyka (2014). 
Dodatkowo w 2010 roku uruchomiono aplikację mobilną, która umożliwiła użytkownikom korzystanie z serwisu na urządzeniach mobilnych, odpowiadając na zmieniające się trendy technologiczne i rosnącą popularność smartfonów.  

## Funkcje serwisu Sympatia.pl
Sympatia.pl oferuje szereg funkcji, które ułatwiają użytkownikom nawiązywanie nowych znajomości i budowanie relacji. Do najważniejszych funkcji serwisu należą: 

### Tworzenie profilu użytkownika
Użytkownicy mają możliwość zakładania szczegółowych profili zawierających informacje o sobie, swoich zainteresowaniach, preferencjach oraz oczekiwaniach wobec potencjalnych partnerów. Dodatkowo istnieje opcja: 
- dodawania zdjęć, które pozwalają lepiej zaprezentować siebie,
- personalizacji profilu poprzez opis hobby, ulubionych aktywności czy wyznawanych wartości[23].

### Algorytmy dopasowywania
Serwis wykorzystuje zaawansowane algorytmy analizujące preferencje użytkowników w celu sugerowania profili najlepiej odpowiadających ich oczekiwaniom.
Sympatia.pl umożliwia wyszukiwanie potencjalnych partnerów na podstawie różnych kryteriów, takich jak lokalizacja, wiek, wzrost, zainteresowania, typu relacji (przyjaźń, związek) i innych kryteriów.

### Komunikacja
Platforma oferuje różnorodne narzędzia do komunikacji, w tym:
- wiadomości prywatne umożliwiające bezpośredni kontakt między użytkownikami,
- wysyłanie „oczek” jako formy szybkiego wyrażenia zainteresowania,
- wiadomości głosowe, pozwalające na przesyłanie krótkich nagrań dźwiękowych bezpośrednio w komunikatorze[27].

### Bingo!
Interaktywna funkcja umożliwiająca użytkownikom przeglądanie i ocenianie profili innych osób. Działa na prostej zasadzie - jeśli użytkownik zdecyduje, czy dana osoba jest dla niego interesująca, klika odpowiedni przycisk (serce), a jeśli nie, rezygnuje, klikając w X. Jeśli obie osoby polubią swoje profile, dochodzi do tzw. sparowania, co umożliwia nawiązanie kontaktu i dalszą komunikację.

## Aplikacja mobilna
Sympatia.pl posiada aplikację mobilną, która została udostępniona w 2010 roku dla użytkowników systemu iOS na urządzenia iPhone, dostępna w App Store. Nowa odsłona aplikacji na system Android pojawiła się w Google Play w 2015 roku. 
Dzięki aplikacji, użytkownicy mogą łatwo zarządzać swoimi profilami, przeglądać konta innych osób oraz komunikować się z nimi. Aplikacja oferuje powiadomienia o nowych wiadomościach, polubieniach i innych interakcjach, a funkcja geolokalizacji pozwala na wyszukiwanie osób znajdujących się w pobliżu. Dodatkowo użytkownicy aplikacji Sympatia.pl mogą również dodawać zdjęcia oraz przeglądać galerie innych profili. 
Aplikacja została pobrana w Google Play w 2024 roku ponad milion razy.

## Wersja Premium
Sympatia.pl oferuje użytkownikom możliwość korzystania z wersji Premium, która zapewnia szereg dodatkowych funkcji. Wersja ta umożliwia nielimitowaną komunikację z innymi użytkownikami, dostęp do zaawansowanych funkcji wyszukiwania i ustawień profilu. Wśród tych funkcji znajduje się możliwość przeglądania profili osób, które odwiedziły dany profil. Użytkownicy mogą również korzystać z opcji blokowania profili bez zdjęcia oraz decydować, kto ma dostęp do ich konta. Wersja Premium możliwa większą personalizację swojego doświadczenia w serwisie, co może przyczynić się do szybszego i bardziej efektywnego nawiązywania relacji. 

## Porady dla singli
Dział Porad w Sympatii to miejsce, gdzie użytkownicy mogą znaleźć eksperckie treści na temat budowania relacji międzyludzkich, randkowania, rozwoju osobistego i rozumienia emocji. Artykuły są tworzone przez redakcję przy wsparciu psychologów, coachów i socjologów. Oferują informacje oraz praktyczne wskazówki dotyczące budowania i utrzymywania zdrowych związków.
W dziale Porad czytelnicy znajdą także cykl Sylwii Stodulskiej-Jurczyk „Taka miłość się nie zdarza”, w której przedstawia niezwykłe, wzruszające historie par, które łączy niezwykłe uczucie. W dziale Porad znajduje się także cykl Olgi Steligi-Dykas „Miłość wczoraj i dziś”, w którym przedstawia znane z lekcji historii postaci z bardziej prywatnej strony, a także opowiada o miłości w innych kulturach.

## Badania
Sympatia.pl przeprowadziła szereg badań i ankiet dotyczących relacji międzyludzkich, miłości, randkowania oraz sytuacji singli w Polsce. Należ do nich:  

### "Pokolenie singli"
- Celem badania było zrozumienie sytuacji singli w Polsce, ich podejścia do relacji, oczekiwań wobec związków oraz wyzwań, z jakimi się mierzą.
- Badanie zostało zrealizowane przez Grupę Onet RAS Polska we współpracy z Uniwersytetem Łódzkim i firmą badawczą ARC Rynek i Opinia.
- Wykorzystano metodologię CAWI (Computer-Assisted Web Interviewing), a próba badawcza wyniosła 2893 polskich singli w wieku 18–65 lat.
- Ekspertka badania: dr Julita Czernecka, socjolożka i autorka książek o singlach i związkach.
- Wyniki pozwoliły poznać motywacje singli, ich oczekiwania wobec partnerów, a także zmiany w podejściu do relacji[15].

### "Jak kochają Polacy?"
- Badanie koncentrowało się na analizie miłości i relacji w Polsce, obejmując zarówno osoby w związkach heteroseksualnych, jak i homoseksualnych.
- Realizowane we współpracy z Uniwersytetem Łódzkim, projekt analizował różnorodne aspekty relacji: od dynamiki w związku, przez komunikację, po postawy wobec miłości.
- Badanie dostarczyło cennych informacji na temat zmieniających się wzorców miłosnych w Polsce[16][17][18].

## Logowanie na portalu
Konto na portalu Sympatia.pl można założyć poprzez e-mail albo zalogować się używając Facebooka. Zalogowanie się przez Facebooka powoduje m.in. możliwość przeniesienia zdjęć między albumami w obrębie obu portali. Drugą opcją jest tradycyjne wypełnienie formularza rejestracji.